# Hylomyscus pygmaeus
Hylomyscus pygmaeus — вид ссавців-гризунів родини мишевих (Muridae). Це ендемік Демократичної Республіки Конго, де він мешкає на висоті приблизно 360 м над рівнем моря. Його природне середовище проживання - затоплені первинні ліси. Його довжина від голови до крижа становить 56 мм, хвіст на 36% довший за тулуб і вага 5,8 г.